# 親に倣って子も歌う (ステーン)
『親に倣って子も歌う』（おやにならってこもうたう、蘭: Soo voer gesongen, soo na gepepen、英: As the Old Sing, So Pipe the Young）は、オランダ黄金時代の画家ヤン・ステーンが1668–1670年頃、キャンバス上に油彩で制作した絵画で、デン・ハーグのマウリッツハイス美術館に所蔵されている。作品は、オランダの家族の3世代の休日の情景を描いており、親の振る舞い、悪徳、影響に関する寓意となっている。この主題は、ヤン・ステーンによって13回取り上げられ、「猫の家族」、または「ヤン・ステーンの家族」としても知られている。それら多くの作例の中でも、マウリッツハイス美術館の本作は代表作であると見なされている。絵画は、縦133.7センチ、横162.5センチで、風俗画としては異例に大きい。

## 主題

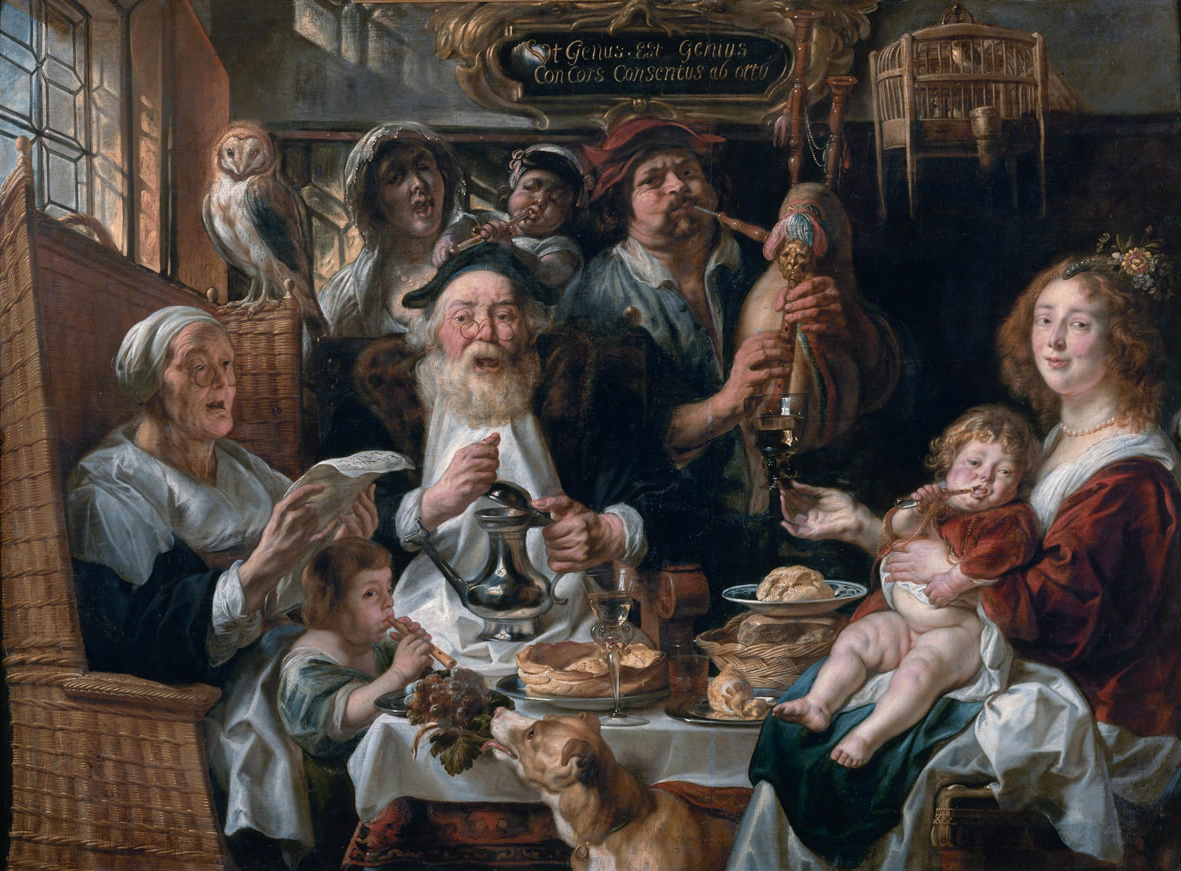
ヤーコプ・ヨルダーンス『親に倣って子も歌う』、1640年、キャンバス上に油彩、ルーヴル美術館

『親に倣って子も歌う』という題名は、ヤーコプ・カッツの名高い諺にちなんでいる。それは、若者の悪徳は、年長者の振る舞いから学ばれるというものである。ステーンは、絵画全体でこのことを表現している。オウムは富と異国情緒を表しているが、題名の通り模倣を象徴している。画家はパイプの図像を使って、バグパイプ奏者と、画面右側にいる、笑って自分のパイプから息子にタバコを吸うのを許している男を描いている。当時のオランダ人には、受け継ぐ特質は1枚の硬貨の表裏と見られていたが、それは、子供は遺伝的特質を両親から受け継ぐだけでなく、目にした振る舞いを真似ることを学ぶという意味である。この情景における家族3世代の描写は、この考えを直接的に示唆しており、親がアルコール飲料を飲み、子供たちに喫煙するよう誘っていることで、親が子供たちの悪い手本を示しているのである。 
絵画の題名は、「父親のように、息子のように」とも解釈できる。そのような諺はオランダの絵画では人気のある主題で、ステーンや他の画家たちによって描かれている。本作は、ステーンの『第12夜の宴』 (ボストン美術館) と呼ばれる絵画と関連付けられており、両作品は同じ主題を表すディプティク (2連画) を成している。この主題は、同時代のフランドルの画家であるヤーコプ・ヨルダーンスにより触発されたものと考えられている。ヨルダーンスの作例はステーンの作品に先立つもので、1640年頃に描かれている。ヨルダーンスのように、ステーンは、人気があり、鑑賞者に対して教訓的な目的を持っていた絵画の主題である「陽気な仲間」(merry company) と諺を組み合わせている。

## 作品
風俗画として、本作は、鑑賞者の解釈に任される多くの図像学的要素と、当時のオランダの大衆文化に関連する概念を持っている。絵画は、オランダの情景画に典型的なクロスが掛かっているテーブルの周りにいる家族の面々 (両親、子供、祖父母) から成り立っている。上述のように、この主題はステーンによって13回は描かれているが、どの作例も子育てと親との関わりを主題として、家庭内に設定されている。ステーンの大部分の絵画と同様に、この主題も17世紀オランダの大衆文化の1部として「陽気な仲間」のジャンルに属し、一般的にオランダの家庭内の宴の場面である。
人物たちの服と家具の表面に反射している窓から入る光の扱いに見られるように、この画面は、ステーンが光を描写することに習熟していることを示している。人物たちの顔の描写は、光と陰に注意が向けられ、写実的に描かれている。陽気な雰囲気の全体の情景はあけっぴろげで、人物たちの開放的な配置により鑑賞者を招き入れるようなものであると見なされている。オレンジ、ピンク、紫、茶など暖かな色彩に満ち、人物たちは寛いで楽しんでいる。
前景の老婦人はステーンの母と考えられており、広げられた楽譜を持ち、それは鑑賞者にもたやすく読むことができる。歌詞は、オランダで昔から言い慣わされてきた諺「親に倣って子も歌う」をもじったものである。ステーンは、技術のある喜劇の画家として、 そして、絵画の中に自分自身と家族の人々を描くことで際立っている。本作で、彼は自身を画面右側にいる父親として描いているが、自分の幼い息子にパイプからタバコを吸うことを教えている。画家は、このような絵画は、普遍的な魅力と共感を得るものと考えていたが、もちろん、17世紀の諺、象徴、文化に馴染みのある見識のある人の方にもっと共感を持たれていたことであろう。皮肉なことであるが、ステーンのそのような書物や伝統に関する知識は、むしろ洗練されたものと考えられているのである。

### 象徴
場面の人物は以下のとおりである。黒い帽子を被り、幼い息子にタバコを吸うことを教えているヤン・ステーン自身。バグパイプを奏でている彼の年長の息子。画面右端の幼い少女。右側前景のステーンの母。乳児を抱いている不明の女性。画面左側の、緑色のコートとラベンダー色のスカートを身に着け、伸ばした手にグラスを持っているステーンの妻。そのグラスにアルコール飲料を注いでいる、後景中央の男性召使。本作は、画家の家族を描いていると見なされてきたが、それはやや行き過ぎた見方であろう。ステーンは彼自身と妻など身近な人物をモデルに使ったに過ぎない。画面の子供たち全員をステーンのどの子と見極めることは不可能ではないとしても、相当に難しいのである。
前景には犬がいる。テーブルの中央には牡蠣があるが、牡蠣はオランダの風俗画では人気のある象徴で、ウェヌス、愛、多産、性的快楽の象徴として知られている。牡蠣は神々の宴会に供される食べ物と関連付けられており、本作のような場面にはふさわしい。1635年くらいまで、牡蠣はオランダの風俗画でよく描かれていたが、それ以降は一般的ではなくなった。しかし、1660年以降、ステーンの1668-1670年の絵画に見られるように、牡蠣はふたたび一般的な主題となった。画面の中のステーンの妻は髪にピンクのリボンを付け、ステーンは帽子にピンクのリボンを付けている。これらのリボンは両者を結び付ける要素であるが、同じリボンのリール(巻器具) から切られてしまっていることを表している。
画面上部左側にいるオウムは、模倣の象徴である。オウムの左側には、小さな鳥籠にいるつがいの鳥がいるが、それは小さな住まいにいる両親を象徴している。場面のパイプは複数の意味を持っている可能性があり、粘土の喫煙パイプ、歌う行動、または酒を飲む器を示唆しているのかもしれない。オランダ人にとって、バグパイプは低俗でうるさいものだと考えられていたので、高尚な楽器ではなかった。それは粗野さと下層を表すものであり、下層であることは両親によっても強調されている。バグパイプを奏でているのは、ステーンの年長の息子である。ステーンが笑う顔は彼の絵画でよく描かれており、彼の象徴であると考えられているが、笑い自体は愚かさと過失の象徴であると見なされる。ステーンを象徴するにやついた笑顔は、美術館員にはお馴染みのキャラクターになっており、絵画の中に彼の顔を見ることは彼らの楽しみとなっている。

## 文化
ヤン・ステーンは、歴史家により中流の、レイデンのカトリック家庭出身であるとされているが、飲酒に耽り、金銭的なことに無頓着であった。記録によると、ステーンの父は酒の醸造所を所有していたが、経済的需要と競合のために利益は上がらなくなった。結果として、ステーンは両親から、当時、尊敬されていた職業であった画家の道を進むことを奨励された。画家としての経験から、ステーンは、たえず変動する経済的状況に耐えることになった。画家として、彼は自身を喜劇の中に置いたが、それは、芸術は人生の模倣であるという概念を示唆している。ステーンはデン・ハーグの住民であり、デン・ハーグでマルハリート (Margariet)、通称フリーチェ (Grietje) と結婚し、デン・ハーグ・ギルド の会員となった。 ギルドの会員として、ステーンは喜劇の絵画を専門にする道を選び、進んだものと考えられている。

## 顧客
ヤン・ステーンは、レイデンに定住したが、絵画の受注の多くは家族的なつながり、または推挙によって得られたものと考えられている。記録によると、顧客は100人を超えていて、作品を直接相続した人もいた。 顧客は、概して医師、薬剤師、法律家、製造業者、宿主などを含む尊敬されていた職業の人々であった。 ステーンの姿を絵画に登場することは、幾人かの顧客にとっては受け入れられない事柄であったが、画家の署名の役割も果たしたのである。